# Kristoffer Hjort Storm
Kristoffer Hjort Storm (ur. 26 stycznia 1989 w Hillerød) – duński polityk i samorządowiec, deputowany do Parlamentu Europejskiego X kadencji.

## Życiorys
Kształcił się na Uniwersytecie w Aalborgu. Został kierownikiem działu PR i komunikacji w przedsiębiorstwie Rekom Aalborg. Przez dwanaście lat działał w Duńskiej Partii Ludowej, zrezygnował z członkostwa w tej partii w 2022. W 2014 został radnym regionu Jutlandia Północna, a w 2016 zasiadł w radzie miejskiej Aalborga. W latach 2018–2021 sprawował urząd pierwszego zastępcy burmistrza, w 2022 objął funkcję członka zarządu miasta. W 2023 dołączył do ugrupowania Danmarksdemokraterne kierowanego przez Inger Støjberg. W wyborach w 2024 z jego ramienia uzyskał mandat eurodeputowanego X kadencji.